# Helen Marnie
Helen Marnie (ur. 21 lutego 1978 w Glasgow) – szkocka wokalistka, keyboardzistka i autorka tekstów, członkini zespołu elektronicznego Ladytron. W 2012 roku zaczęła karierę solową jako Marnie.

## Życiorys
Urodziła się i wychowała w Glasgow. Studiowała grę na fortepianie klasycznym w Royal Scottish Academy of Music and Drama w Glasgow, lecz porzuciła studia, by kontynuować je w Liverpoolu. Uzyskała tytuł licencjata w dziedzinie muzyki pop w University of Liverpool w 1999 roku.
W 1999 roku współzałożyła zespół Ladytron, występując w nim jako keyboardzistka i główna wokalistka u boku Daniela Hunta, Reubena Wu i Miry Aroyo, gdzie w latach 2001–2011 wydała pięć albumów: 604, Light & Magic, Witching Hour, Velocifero i Gravity the Seducer, po czym zespół zrobił sobie przerwę.
Mieszkała w Londynie przez 12 lat. Po powrocie do Glasgow w 2012 roku rozpoczęła swoją karierę solową jako Marnie, wydając swój debiutancki album Crystal World latem 2013 roku. Album, w którym postawiła za cel „stworzenie elektronicznego albumu z większą dozą popu i nieskazitelnym wokalem”, został opracowany w Islandii przez Daniela Hunta z zespołu Ladytron, we współpracy z islandzkim muzykiem Barði Jóhannssonem. Aby pomóc sfinansować produkcję swojego debiutanckiego albumu, w 2012 roku założyła konto w serwisie PledgeMusic.
W 2014 roku zaczęła współpracę z Jonnym Scottem i zadebiutowała na żywo w Glasgow w grudniu tego samego roku. Swój drugi album solowy, Strange Words and Weird Wars, wydała w czerwcu 2017 roku w wytwórni Disco Pinata. Wcześniej, bo już w 2016 roku wróciła wraz z zespołem Ladytron do pracy nad szóstym studyjnym albumem o nazwie Ladytron, wydanym w 2019 roku. W styczniu 2023 roku wydała wraz z zespołem album Time’s Arrow.
W 2021 roku przeprowadziła się do Montrose, gdzie w listopadzie 2024 roku założyła kawiarnię o nazwie „Tomorrow is Another Day”, której nazwa nawiązuje do tytułu jednej z piosenek Ladytron.

## Wpływ muzyczny
Dorastała słuchając muzyki popowej takich artystów jak: Whitney Houston, Belinda Carlisle, Michael Jackson, Madonna, The Bangles, Carly Simon i ABBA. W wywiadach wskazywała także, że jej muzycznymi inspiracjami byli: Kate Bush, Maria Callas i Joni Mitchell, natomiast wśród swoich ulubionych zespołów i artystów wymieniała: Bat for Lashes, MGMT, Fairport Convention, Serge Gainsbourg, Grimes czy Chvrches.

## Dyskografia

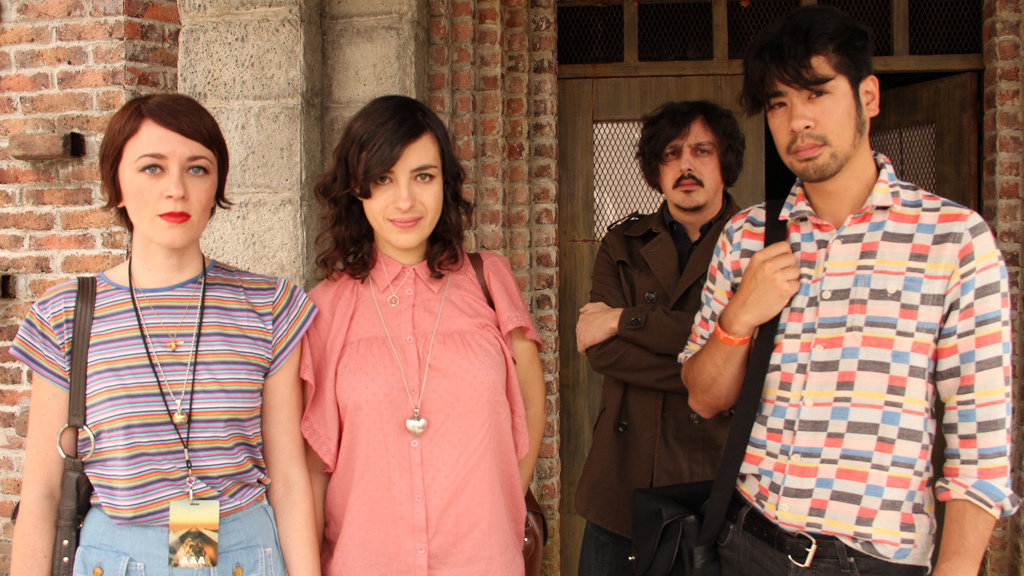
Helen Marnie (po lewej) wraz z zespołem Ladytron (2011)

### Ladytron
- 604 (2001)[3]
- Light & Magic (2002)[3]
- Witching Hour (2005)[3]
- Velocifero (2008)[3]
- Gravity the Seducer (2011)[3]
- Ladytron (2019)[3]
- Time’s Arrow (2023)[3]

### Marnie
Albumy studyjne:
- Crystal World(inne języki) (2013)[4][13]
- Strange Words and Weird Wars(inne języki) (2017)[4][14]

Single:
- The Hunter / The Wind Breezes On (2013)[15]
- Wolves (2014)[16]
- Electric Youth (2017)[17]
- Lost Maps (2017)[18]
- G.I.R.L.S (2017)[19]

EP-ki:
- The Hunter Remixed (2014)[20]
- Lost Maps (Remixes) (2017)[21]